# Транснамиб
„Транснамиб“ е железницата на Намибия. Организирана е от холдингова компания, която я обслужва чрез арендуване на железопътната инфраструктура и пътническото обслужване. Седалището ѝ е във Виндхук, столицата на Намибия.

## История
Първата местна железопътна линия е построена през 1895 г. от Damaraland Guano Company за изпълнение на търговски нужди. Първата обществена железопътна линия, която днес е сърцевината на „Транснамиб“, е била изградена от администрацията на германската колония. Това е била 338 км. железопътна линия между Свакопмунд и Виндхук. Тя е пусната в експлоатация на 19 юни 1902 г. След края на Първата световна война Германската колониална железница е предадена на железницата на ЮАР, която я свързва със своята железопътна мрежа. След получаване на независимост на Намибия тя поема контрола над „Транснамиб“ в свои ръце.

## Функциониране
Към 1995 г. „Транснамиб“ функционира върху 2883 km железопътна мрежа. Съществува проект, по който се работи и в днешни дни, за северно продължение на „Транснамиб“. Това е отсечката от Цумеб, през Ондангва и в северозападна посока към Ангола. Ширината между релсите е 1067 mm, което (по българската терминология) е теснолинеен железен път.
Най-известен в Намибия е “Desert Express”. Това е туристически влак свързващ Виндхук и Свакопмунд.
Във Виндхук е построен музей на Транс Намиб.

## Главни линии и гари
- Виндхук – Цумеб
  - Виндхук – Окаханджа – Карибиб – Омаруру – Очиваронго (с отсечка към Утийо) – Отави (с отсечка към Грутфонтейн) – Цумеб
    - Северно продължение
      - Цумеб – Ондангва (завършена през 2006 г.) – Ошиканго (в строеж, с бъдеща връзка с Ангола)
- Виндхук – Уолфиш Бей
  - Виндхук – Окаханджа – Карибиб – Свакопмунд – Уолфиш Бей
- Виндхук – Гобабис,
  - Виндхук – Нюдам – Омитара – Гобабис
- Виндхук – Ъпингтън (ЮАР)
  - Виндхук – Рихобот – Мариентал (с отсечка към Малтахьохе) – Кетмансхоп – Зехейм (с отсечка към Людериц) – Карасбург – Ъпингтън (ЮАР)